# One's on the Way
"One's on the Way" är en sång skriven av Shel Silverstein. Den blev känd i countrysångerskan Loretta Lynns version från 1971. I Sverige är den känd som översättningen "På väg", vilken blev en Svensktoppshit 1980 med Turid.

## Om sången
Countrymusikkännaren Tom Roland har beskrivit "One's on the Way" som ett humoristiskt stycke om moderskapet, i vilket en hemmafru med flera barn och gravid med ytterligare ett, filosoferar över sin hektiska livsstil och jämför sin situation med Debbie Reynolds' och Elizabeth Taylors glamorösa liv.
Sången var den sista i en serie av låtar med ett lätt provokativt innehåll av Lynn. Den bidrog, tillsammans med andra låtar som "Don't Come Home a' Drinkin' (With Lovin' on Your Mind)" och "The Pill", till att göra Lynn till en talesperson för kvinnor som gift sig för tidigt, blivit gravida för ofta och som känt sig innestängda i långtråkiga och slitiga liv.
Lynns version släpptes på singel den 25 januari 1971 med Venda Holliday-kompositionen "Kinfolks Holler" som b-sida. "One's on the Way" inkluderades senare på albumet med samma namn, One's on the Way från 1972. Den första upplagan av singeln trycktes felaktigt under titeln "Here in Topeka".
Låten tolkades senare av Turid på hennes album Tistlar från tundran (1980). Låten blev en hit och nådde en andraplats på Svensktoppen. Totalt stannade den tio veckor på listan. Låten översattes till svenska av Fransisca (Jan Hammarlund). Låten tolkades 2001 av Svenska musikrörelsen på albumet Musikens makt.
Låten har också spelats in av bland andra Sissy Spacek, Heidi Hauge och Norma Jean Baker.

## Låtlista
1. "One's on the Way" – 2:37 (Shel Silverstein)
2. "Kinfolks Holler" – 2:10 (Venda Holliday)

## Listplaceringar

### Lynns version
| Lista (1972)                       | Topplacering |
| ---------------------------------- | ------------ |
| U.S. Billboard Hot Country Singles | 1            |
| Canadian RPM Country Tracks        | 1            |

### Turids version
| Lista (1980) | Topplacering |
| ------------ | ------------ |
| Svensktoppen | 2            |

### Fotnoter
1. 1 2  Roland, Tom, "The Billboard Book of Number One Country Hits" (Billboard Books, Watson-Guptill Publications, New York, 1991 (ISBN 0-82-307553-2)), s. 62-63
2. ↑  Malone, Bill, "Country Music U.S.A," 2nd rev. ed. (University of Texas Press, Austin, 2002), s. 371
3. ↑  ”One's on the Way”. Discogs.com. http://www.discogs.com/Loretta-Lynn-Ones-On-The-Way-Kinfolks-Holler/release/3451830. Läst 27 januari 2013.
4. ↑  ”One's on the Way”. Discogs.com. http://www.discogs.com/Loretta-Lynn-Ones-On-The-Way/master/315630. Läst 27 januari 2013.
5. 1 2  ”På väg”. http://smdb.kb.se/catalog/search?q=Turid+P%C3%A5+v%C3%A4g+typ%3Afonogram. Läst 27 januari 2013.
6. ↑  ”Svensktoppen 1980”. Sveriges Radio. http://sverigesradio.se/diverse/appdata/isidor/files/2023/3478.txt. Läst 27 januari 2013.
7. ↑  ”"One's on the Way"”. Allmusic.com. http://www.allmusic.com/search/all/One%27s+on+the+Way. Läst 27 januari 2013.